# Spar Aérospatiale
Spar Aerospace Limited, en anglais ou Spar Aérospatiale Limitée, en français, est une entreprise aérospatiale canadienne active de 1967 à 1999. Elle a produit des équipements pour l'Agence spatiale canadienne en coopération avec la NASA, dans le cadre du programme de la navette spatiale, notamment le Canadarm, appelé le bras spatial.
Le secteur robotique est vendu en 1999 et fait maintenant partie de MacDonald, Dettwiler and Associates (MDA) en tant que MD Robotics, une filiale de la MDA Space Missions. C'est dans ce cadre que le système d'entretien mobile (Canadarm 2) pour la Station spatiale internationale est développé.

## Histoire
La société est fondée en 1967 à Brampton en Ontario par le rachat de l'entreprise de Havilland Canada et l'unité de recherche appliquée d'Avro Canada. L'acronyme SPAR est créé pour désigner la compagnie. Dirigé par Larry Clarke (en), Spar contribue à la construction du satellite Alouette 1, et des bras robots destinés à équiper la navette spatiale et la Station internationale. La société est également maître d'œuvre sur un certain nombre de satellites, notamment Anik, Olympus-1 (L-SAT) et RADARSAT. Un ralentissement du marché et des difficultés financières amènent la vente de la société à Orbital Sciences en 1999, qui la vend à son tour à MacDonald, Dettwiler en 2001 pour devenir MD Robotics, puis de nouveau à l'Allianz Technosystems en 2008.